# 史宣政
史宣政（16世紀—17世紀），字正甫，南直隸鎮江府溧陽縣人，明朝政治人物。

## 生平
史宣政是萬曆二十二年（1594年）甲午科應天鄉試第三十六名舉人，三十三年（1605年）授浦江教諭，公正指出諸生優劣，有諸生周宗達並非由他舉薦，但因忤逆知縣被學使所黜，他爭辯：「生員劣而不舉則為昏庸，非劣而強為迎合則欺騙且冤枉。」事情因此得翻案，後來他陞為南京國子監助教，祭祀孔子時有御史目中無人，他就用古義說明令對方覺悟，再陞任監丞，出力考證古代禮樂。
後來史宣政外調武定州知州，革去常例羨餘錢，又清查積案、緩徵欠稅、面兌軍糧、解馬自買，旱災期間設立八十四間粥廠賑濟，擢兗州管河同知，建議積帑以便河隄潰塌有餘錢修補隙，毋須妄興工役冒充開銷，三年節帑五萬多兩金，隄防亦日益堅固，很快他也致仕回鄉。

## 引用
1. 1 2  光緒《溧陽縣志·卷十一·人物志》：史宣政，字正甫，萬厯甲午舉人，授浦江教諭，慎舉諸生優劣不一徇骫，有周宗達者非其所舉，而以嘗忤縣令為學使所黜，宣政爭之曰：「生劣而不舉則昏，非劣而強為迎合則誣且枉。」乞案之，事得白，擢南京國子助教，會丁祭御史談禮傲睨如無人，宣政稱說古義緣飾今所宜者，辭恉曉暢折其角焉；陞知武定州，盡革羨餘及常例錢，清覈積案、緩徵宿逋、面兌軍糧、解馬自買，會歲旱蝗，設粥廠八十有四，分別老幼男女酌遠迎而食之，全活甚眾，擢兗州府管河同知，建議積帑魯庫，俟河隄潰塌有隙急為修補，毋得妄興工役以圖冒銷，三年節帑五萬餘金，隄防益固，河督以最聞，宣政遽乞致仕，巡撫復以其賢能入奏擢運同，竟不就。 據文震孟所作傳，朱之蕃所作墓誌
2. ↑  乾隆《鎮江府志·卷三十六·名臣下》：史宣政，字正甫，以舉人授浦江諭，爭諸生劣行有直聲，陞南京國子監丞，於禮樂多所考證，遷武定知州，歲苦蝗多道殣，奉詔賑恤，乃躬設粥以活之，轉兗州府丞，治河三年無水患，考最尋告歸。